# Sarnaki (gemeente)
De gemeente Sarnaki is een landgemeente in het Poolse woiwodschap Mazovië, in powiat Łosicki.
De zetel van de gemeente is in Sarnaki.
Op 30 juni 2004 telde de gemeente 5302 inwoners.

## Oppervlakte gegevens
In 2002 bedroeg de totale oppervlakte van gemeente Sarnaki 197,3 km², waarvan:
- agrarisch gebied: 54%
- bossen: 39%

De gemeente beslaat 25,56% van de totale oppervlakte van de powiat.

## Demografie
Stand op 30 juni 2004:
| Omschrijving                   | Totaal | Totaal | Vrouwen | Vrouwen | Mannen | Mannen |
| ------------------------------ | ------ | ------ | ------- | ------- | ------ | ------ |
| eenheid                        | aantal | %      | aantal  | %       | aantal | %      |
| inwoners                       | 5302   | 100    | 2673    | 50,4    | 2629   | 49,6   |
| bevolkingsdichtheid (inw./km²) | 26,9   | 26,9   | 13,5    | 13,5    | 13,3   | 13,3   |

In 2002 bedroeg het gemiddelde inkomen per inwoner 1384,74 zł.

## Aangrenzende gemeenten
Konstantynów, Mielnik, Platerów, Siemiatycze, Stara Kornica